# Idalus aletis
Idalus aletis là một loài bướm đêm thuộc phân họ Arctiinae, họ Erebidae.